# Villanueva (Parroquia)
Villanueva (Asturisch Vilanova) ist eines von vier Parroquias und Hauptort der Gemeinde Villanueva de Oscos der autonomen Region Asturien in Spanien.

## Geographie
Villanueva ist ein Parroquia mit 223 Einwohnern (2011) und einer Grundfläche von 29,22 km². Es liegt auf 871 m über NN. Der Río Vilanova, ein Zufluss des Río Suaron fließt durch das Parroquia.

## Klima
Angenehm milde Sommer mit ebenfalls milden, selten strengen Wintern. In den Hochlagen können die Winter durchaus streng werden.

## Weiler in der Parroquia
A Arruxía, Bustapena, El Cortín, Folgueirarrubia, A Garganta, El Mazo, Morlongo, A Ovellariza, Pacios, Pasarón, Penacova, El Río, Riodopil, Santa Eufemia, El Vilar und Vilarello.

## Sehenswertes

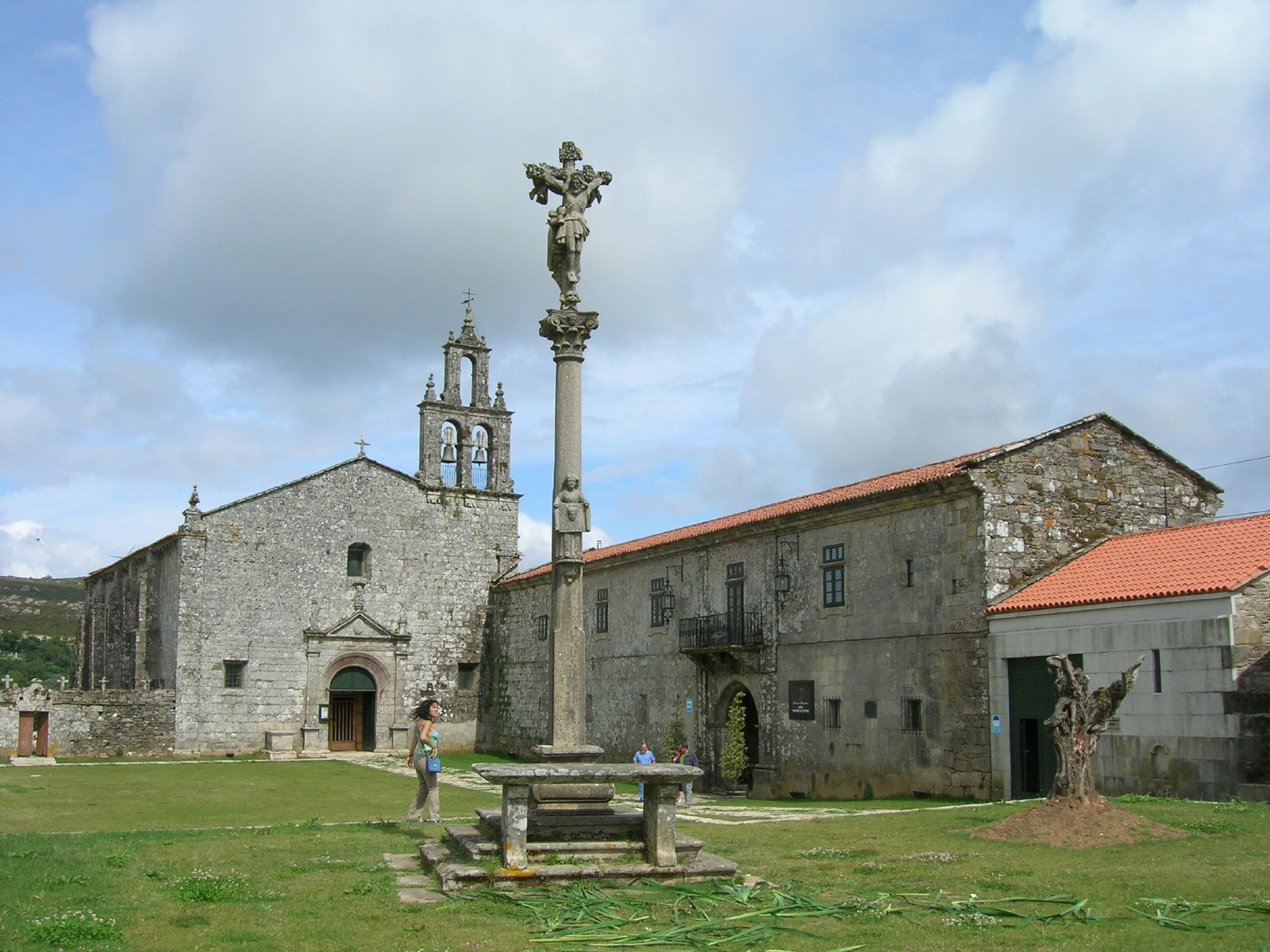
Kloster Acibeiro

- Zisterzienserkloster (Monasterio de Santa María de Villanueva) von 1203 (Aufhebung 1835)  43° 18′ 38″ N, 6° 58′ 52″ W